# PlanetS
PlanetS - Origine, évolution et caractérisation des planètes
PlanetS - Origine, évolution et caractérisation des planètes (nom court : PlanetS), est un pôle de recherche national (PRN) suisse créé le 1er juin 2014 et dédié aux différents aspects de la formation et de l'évolution des systèmes planétaires — tant en ce qui concerne le Système solaire que les systèmes extrasolaires.

## Contexte
Le premier objet extrasolaire de masse indubitablement planétaire trouvé autour d'une étoile de la séquence principale, 51 Pegasi b, découverte par Michel Mayor et Didier Queloz, fut annoncée en octobre 1995. Le domaine des exoplanètes s'est depuis énormément développé. Plusieurs groupes de recherche en Suisse travaillent sur différents aspects, aussi bien observationnels que théoriques ou de modélisation, de l'étude des objets des systèmes solaire et extrasolaires. En particulier, des groupes travaillent sur ces sujets à Genève (Observatoire de Genève, Université de Genève), Berne (Université de Berne) et Zurich (École polytechnique fédérale de Zurich et Université de Zurich).

## Projets
Le PRN PlanetS est divisé en sept projets (en gras), eux-mêmes subdivisés en sous-projets :
| N°  | Nom                                                                                   | Responsable                                  |
| --- | ------------------------------------------------------------------------------------- | -------------------------------------------- |
| 1   | Disques et planètes                                                                   | Prof. Michael R. Meyer                       |
| 1.1 | Conditions initiales, structure et évolution des disques circumstellaires             | Prof. Hans Martin Schmid                     |
| 1.2 | Détection et caractérisation des exoplanètes                                          | Dr. Sascha Quanz                             |
| 2   | Substances volatiles dans le système solaire                                          | Prof. Maria Schönbächler                     |
| 2.1 | Volatils dans la nébuleuse solaire                                                    | Prof. Klaus Mezger                           |
| 2.2 | Hydratation des planétésimaux                                                         | Prof. Klaus Mezger                           |
| 2.3 | Chronologie de la distribution des volatiles aux planètes                             | Prof. Maria Schönbächler                     |
| 2.4 | Volatils des intérieurs planétaires et leur possible influence sur l'atmosphère       | Dr. Henner Busemann                          |
| 3   | Atmosphères planétaires                                                               | Prof. Francesco Pepe                         |
| 3.1 | Observation                                                                           | Dr. Christophe Lovis                         |
| 3.2 | Modélisation                                                                          | Dr. David Ehrenreich                         |
| 3.3 | Construction de spectrographes à haute fidélité                                       | Dr. François Wildi                           |
| 4   | Télédétection dans le système solaire                                                 |                                              |
| 4.1 | Laboratoire d'études des écoulements de matériaux qui se subliment (LOSSy)            | Dr. Antoine Pommerol                         |
| 4.2 | Laboratoire d'analyse de données planétaires et interplanétaires (LAPIS)              | Prof. Nicolas Thomas                         |
| 5   | Formation et évolution                                                                | Prof. Willy Benz                             |
| 5.1 | Structure globale des systèmes planétaire - Approche statistique                      | Prof. Yann Alibert                           |
| 5.2 | Caractéristiques des planètes : structure interne et atmosphère                       | Prof. Kevin Heng                             |
| 6   | Laboratoires numériques                                                               | Prof. Ben Moore (en)                         |
| 6.1 | Simulations hydrodynamiques de disques protoplanétaires et de la formation planétaire | Prof. Lucio Mayer                            |
| 6.2 | Des planétésimaux aux planètes                                                        | Dr. Joachim Stadel                           |
| 7   | Propriétés des planètes et architectures des systèmes                                 | Prof. Stéphane Udry                          |
| 7.1 | Détermination optimale des paramètres physiques et orbitaux des planètes              | Dr. Damien Ségransan                         |
| 7.2 | Contraindre la structure des planètes de faible masse                                 | Prof. Stéphane Udry + Prof. François Bouchy  |
| 7.3 | Contraintes à partir de modèles dynamiques des systèmes planétaires                   | Prof. Stéphane Udry et Dr. Rosemary Mardling |
| 7.4 | Explorer les régions externes des systèmes planétaires                                | Dr. Damien Ségransan                         |

## Plates-formes
Plusieurs plates-formes sont également en place :
| Nom                                                                                                 | Responsable                                                                                         |
| --------------------------------------------------------------------------------------------------- | --------------------------------------------------------------------------------------------------- |
| Plate-forme technologique                                                                           | Prof. Francesco Pepe (resp.) Prof. Nicolas Thomas (co-resp.)                                        |
| Plate-forme académique                                                                              | Prof. Michael R. Meyer (resp.) Prof. Maria Schönbächler (adjoint) Dr. Audra Baleisis (coordinateur) |
| Centre de données et d'analyse pour les exoplanètes (Data and Analysis Center for Exoplanets, DACE) | Prof. Stéphane Udry Prof. Ben Moore (en) (co-resp.) Dr. Damien Ségransan (Project Scientist)        |
| Médias et outreach                                                                                  | |
| CHEOPS (CHaracterizing ExoPlanets Satellite, Satellite de caractérisation d'exoplanètes)            | |

## Au-delà: l'Institut suisse des sciences planétaires
PlanetS doit jeter les bases d'un Institut suisse des sciences planétaires (Schweizer Institut zur Planetenforschung en allemand ; Swiss Institute of Planetary Sciences en anglais, SIPS) qui perpétuera les activités menées au-delà de la durée de vie du PRN.